# 증평읍
증평읍(曾坪邑)은 대한민국 충청북도 증평군의 서부를 흐르는 미호강의 지류 보강천 좌안에 위치한 증평군의 군청 소재지이다.

## 개요
읍의 중심으로 보강천이 흐르며 미호평야가 이어진다. 부근의 음성 지방에서 나는 담배와 기타 농산물을 집산하는 시장으로 발전되었다. 최근에는 인삼이 주로 재배된다. 1949년 읍으로 승격되었다. 36번 국도가 지난다. 증평군의 명소로 수로가교(水路架橋)가 있는데, 이는 금강 상류 유역에 펼쳐진 평야의 젖줄기가 되고 있으며, 몽리면적이 500만 평에 달한다.

## 연혁
- 고구려 시대 : 금물노군에 속함
- 신라 경덕왕 16년(757년) : 흑양군 청연현이라 칭함
- 고려 태조 23년(940년) : 청당현이라 칭함
- 고려 현종 9년(1018년) : 청주목 청안현이라 칭함
- 조선 태종 5년(1405년) : 청안현에서 근서면, 남면으로 분리되어 속함
- 조선 고종 32년(1895년) : 청안군 근서면, 남면에 속함
- 1914년 4월 1일 : 행정구역 통폐합으로 청안군에서 괴산군에 속함, 괴산군 증평면이 됨

| 조선총독부령 제111호 |                                                       |
| 구 행정구역          | 신 행정구역                                           |
| 청안군 근서면        | 증평면 미암리, 사곡리, 송산리, 연탄리, 용강리, 증평리 |
| 청안군 남면          | 증평면 남차리, 남하리, 덕상리, 율리, 죽리             |
- 1949년 8월 13일 : 증평읍으로 승격
- 1990년 12월 31일 : 충청북도 증평출장소가 설치되어 증평읍, 도안면을 관할
- 2002년 4월 8일 : "증평군 설치에 관한 법률"안 발의
- 2003년 5월 29일 : "증평군 설치에 관한 법률" 공포
- 2003년 8월 30일 : 증평군 증평읍 개청

## 행정 구역
| 법정리         | 행정리                                                                          |
| -------------- | ------------------------------------------------------------------------------- |
| 교동리(校洞里) | 교동1리, 교동2리                                                                |
| 남차리(南次里) | 남차1리, 남차2리, 남차3리                                                       |
| 남하리(南下里) | 남하1리, 남하2리, 남하3리, 남하4리                                              |
| 내성리(內省里) | 내성1리, 내성2리                                                                |
| 대동리(大洞里) | 대동리                                                                          |
| 덕상리(德祥里) | 덕상1리, 덕상2리, 덕상3리                                                       |
| 미암리(彌巖里) | 미암1리, 미암2리, 미암3리, 미암4리, 미암5리                                     |
| 사곡리(射谷里) | 사곡1리, 사곡2리, 사곡3리                                                       |
| 송산리(松山里) | 송산1리, 송산2리, 송산3리, 송산4리, 송산5리, 송산6리, 송산7리                   |
| 신동리(新洞里) | 신동1리, 신동2리, 신동3리, 신동4리, 신동5리                                     |
| 연탄리(連灘里) | 연탄1리, 연탄2리, 연탄3리, 연탄4리                                              |
| 용강리(龍江里) | 용강1리, 용강2리, 용강3리, 용강4리, 용강5리                                     |
| 율리(栗里)     | 율1리, 율2리                                                                    |
| 장동리(藏洞里) | 장동1리, 장동2리, 장동3리, 장동4리, 장동5리, 장동6리, 장동7리                   |
| 죽리(竹里)     | 죽리, 원평리                                                                    |
| 중동리(中洞里) | 중동1리, 중동2리                                                                |
| 증천리(曾川里) | 증천1리, 증천2리, 증천3리, 증천4리, 증천5리                                     |
| 증평리(曾坪里) | 증평1리, 증평2리, 증평3리                                                       |
| 창동리(倉洞里) | 창동1리, 창동2리, 창동3리, 창동4리, 창동5리, 창동6리                            |
| 초중리(楚中里) | 초중1리, 초중2리, 초중3리, 초중4리, 초중5리, 초중6리, 초중7리, 초중8리, 초중9리 |

## 문화재

### 사적
- 제527호 증평 추성산성

### 충청북도 유형문화재
- 제75호 증평 광덕사 석조여래입상
- 제141호 증평 남하리사지 삼층석탑
- 제197호 증평 남하리사지 마애불상군
- 제198호 증평 미암리 석조관음보살입상
- 제208호 증평 남하리 석조보살입상

### 충청북도 기념물
- 제98호 증평 배극렴 묘소
- 제122호 증평 연병호 생가
- 제132호 증평 신경행 묘소
- 제143호 증평 사곡리 우물
- 제160호 증평 김득신 묘소
- 제167호 증평 남하리 사지

### 충청북도 문화재자료
- 제36호 증평 율리 석조관음보살입상

## 주요 시설

### 교육
- 한국교통대학교 증평캠퍼스
- 증평공업고등학교
- 충북비즈니스고등학교
- 형석고등학교
- 증평여자중학교
- 증평중학교
- 형석중학교
- 증평초등학교 (증평리)
- 삼보초등학교 (신동리)
- 죽리초등학교 (죽리)

### 주거

#### 아파트
| 단지명            | 시행사              | 건설사           | 주소                       | 주소   | 입주        | 비고     |
| ----------------- | ------------------- | ---------------- | -------------------------- | ------ | ----------- | -------- |
| 송산 대광로제비앙 | 대광건영㈜          | 대광에이엠씨㈜   | 증평읍 송산로 105          | 송산리 | 2019년 3월  | 민간임대 |
| 송산 지평더웰     | 지평건설㈜          | 지평건설㈜       | 증평읍 송산로 11           | 송산리 | 2014년 12월 |          |
| 증평 파라디아     | 파라다이스글로벌㈜  | ㈜미르알앤디     | 증평읍 충청대로 1746 (1차) | 창동리 | 2007년 7월  |          |
| 증평 파라디아     | 파라다이스글로벌㈜  | ㈜미르알앤디     | 증평읍 창신로 8-1 (2차)    | 초중리 | 2007년 7월  |          |
| 증평 한라비발디   | 한라건설㈜          | ㈜에스케이하우징 | 증평읍 초중6길 8           | 초중리 | 2006년 10월 |          |
| 증평주공 4단지    | 대아건설㈜ 서희건설 | 대한주택공사     | 증평읍 문화로 97           | 장동리 | 2003년 7월  |          |
| 증평주공 5단지    | ㈜한양              | 대한주택공사     | 증평읍 증평로 31-11        | 장동리 | 2008년 3월  | 국민임대 |

## 참고 문헌
- 이 문서에는 다음커뮤니케이션(현 카카오)에서 GFDL 또는 CC-SA 라이선스로 배포한 글로벌 세계대백과사전의 내용을 기초로 작성된 글이 포함되어 있습니다.